# محمد الحلو (مغني)
محمد الحلو (3 مارس 1955 -) مغني وممثل مصري.

## حياته ونشأته
ولد عام 1955م، حصل على بكالوريوس من معهد الموسيقى العربية في السبعينات، بدأ محمد الحلو مشواره الفني من خلال غناء وتقديم العديد من الأغاني التراثية التي كان لها صدى كبير في العالم العربي قبل أن يقدّم أغنيات خاصة به وتجعله في خانة نجوم الصف الأول في مصر والوطن العربي ثم أصدر أول البوم له بعنوان “عراف”، وبعد أن حقق الألبوم نجاحاً مقبولاً قام بإصدار العديد من الألبومات الأخرى، ومن أبرز ألبوماته: “افتح كتابك” و”رحال” و”يا قمر” و”عصافير الجنة” و”على كيفك” و”صدقي” و”بندم” و”فداكي الروح” و”يا حبيبي” و”ناويلى” و”أحبابنا” و”اشهدي”.

## مسيرته
كما خاض تجربة التمثيل من خلال مجموعة من الأفلام السينمائية منها ”الحب الحقيقي” و”شباب لكل الأجيال” و”ابتسامة في عيون حزينة” و”طبول في الليل” و”ممنوع في مدرسة البنات”، بالإضافة إلى مسلسل تلفزيوني بعنوان “وجيدة وسامح” وفوازير ألف ليلة وليلة ”أسطورة عروس البحر”، وأيضا عملين مسرحيين بعنوان “سى على وتابعه قفة” و“لولى”.
يعد محمد الحلو من الفنانين الأوائل الذين غنوا تترات ومقدمات المسلسلات بل وأكثرهم أداء مثل: “آه يا زمن” و”ليالي الحلمية” و”الوسية” و”حياة الجوهري” و”زيزينيا” و”حلم الجنوبي” و”بوابة المتولي” و”درب الطيب” و”هالة والدراويش” و”للثروة حسابات أخرى” و”الآنسة كاف”.
يعتبر محمد الحلو من أكثر المطربين الذين شاركوا في فعاليات مهرجان الموسيقى العربية الذي يقام كل عام على مسرح دار الأوبرا. اشترك مؤخراً في مهرجان السماع الصوفي. وكانت الفنانة وردة الجزائرية من كثرة إعجابها به تناديه ب«ابنها الكبير». أعلن في فترة من الفترات إعتزله الفن ثم ما لبث وعاد عن قراره بسبب إلحاح معجبيه والمطربين المقربين منه.

## أعماله

### تمثيل
| - مسرحية:سي علي وتابعه قفة:2009 - مسلسل:هو صحيح الهوى غلاب:2001 - مسرحية:عالم قطط:1998 - مسرحية:لولي:1996 - فوازير:قيس وليلى في المدن العربية:1994 - مسلسل:لعبة كل بيت:1994 - مسلسل:الآنسة كاف:1993-ضيف الحلقات | - مسلسل:وجيده وسامح:1990-سامح - فيلم:الحب الحقيقي:1990 - مسلسل:يحكى أن:1989-ضيف الحلقات - فيلم:شباب لكل الأجيال:1988-الضابط أحمد عرفة - فيلم:طبول في الليل:1987 - فيلم:ابتسامة في عيون حزينة:1987 | - فيلم:ممنوع في مدرسة البنات:1986-ممدوح عبد الباسط - مسلسل:صح النوم:1985 - فوازير:ألف ليلة وليلة: عروس البحور:1985-ضيف شرف الفزورة - فيلم:الثعبان - سهرة تليفزيونية:حكايات شهر العسل - سهرة تليفزيونية:العجوز والدنيا وأنا |

### غناء
| - التنظيم السري:2015-غناء - أم الصابرين:2012-غناء - سيدنا السيد:2012-غناء - علي مبارك:2008-غناء - رمانة الميزان:2008-غناء - الإمام المراغي:2006-غناء - المهرة والخيال:2006-غناء - المرسى والبحار:2005-غناء - خان القناديل:2003-غناء - أوراق مصرية (ج2، 3):2004، 2004-غناء - الحب والاختيار:2000-غناء | - عفوا هذا حقي:2000-غناء - أحلام مؤجلة:1999-غناء - سامحوني ماكنش قصدي:1999-غناء المقدمة والنهاية والتعليق - بحار الغربة:1997-غناء - حلم الجنوبي:1997-غناء - حياة الجوهري:1997-غناء - زيزينيا (ج1، 2):1997، 2000-غناء - دمي ودموعي وإبتسامتي:1997-غناء - خالتي صفية والدير:1996-غناء - نقوش من ذهب ونحاس:1996-غناء - الشراقي:1994-غناء | - أيام المنيرة:1994-غناء - الآنسة كاف:1993-غناء - لعبة الفنجري:1993-غناء - هالة والدراويش:1993-غناء - البركان:1990-غناء - السبنسة:1990-غناء - الوسية:1990-غناء - رحلة في نفوس البشر:1987-غناء - ليالي الحلمية (كل ألأجزاء):1987 إلي 2016-غناء - حارة الشرفا:1986-غناء - ممنوع في مدرسة البنات:1986-غناء | - بوابة المتولي:1985-غناء - ألف ليلة وليلة: عروس البحور:1985-غناء - صح النوم:1985-غناء - أديب:1982-غناء المقدمة والنهاية - الفارس العاشق:1980-غناء - زمن العطش:0-غناء - رز الملايكة:0-غناء - أبو زيد والناعسة:0-غناء - عجيبة:0-غناء - عندما ينطق الجبل:0-غناء |

### أخرى
| - رامز تحت الأرض:2017-ضيف الحلقة السابعة والعشرون - ضربة حظ:2016-ضيف - 5 موووواه:2015-ضيف - صاحبة السعادة:2014-ضيف | - معكم منى الشاذلي:2014-ضيف - سهرة شريعي:2003-ضيف - حوار صريح جدًا:1990-ضيف - نجم على الهوا:0-ضيف |